# 袴田陸奥男
袴田 陸奥男（はかまだ むつお、1912年 - 1991年）は、日本の共産主義者、社会主義運動家。日本共産党員。シベリア抑留中、ラーゲリにおいて浅原正基らとともに「民主運動」を展開、イワン・コワレンコ中佐と協力し『日本新聞』を発行した。
日本共産党の幹部袴田里見の弟。袴田茂樹、イリーナ・ムツオヴナ・ハカマダの父。

## 人物
戦前から日本共産党に入党しており、戦後はシベリアのラーゲリで亡命外国共産党員の待遇を受け活動していた。また、タス通信（現在のイタルタス通信）の特派員として8年間滞日し、日本軍の降伏会談にアレクサンドル・ヴァシレフスキー元帥の通訳として出席したイワン・コワレンコの指導のもと、『日本しんぶん』の編集委員を務める。
兄の袴田里見の権威を利用してソ連側から特別な配慮を受けており、国家保安省（KGBの前身）の協力者でもあった。
シベリア抑留が解消されていく中でも、ソビエト連邦内にとどまり、現地で結婚。1980年までモスクワ放送の翻訳員を務めた。